# Eleva
Eleva é uma vila localizada no estado norte-americano de Wisconsin, no Condado de Trempealeau.

## Demografia
Segundo o censo norte-americano de 2000, a sua população era de 635 habitantes. Em 2006, foi estimada uma população de 653, um aumento de 18 (2.8%). De acordo com o Censo de 2020, a população estimada era de 685, um aumento de 33 habitantes (4.9%)

## Geografia
De acordo com o United States Census Bureau, tem uma área de 1,4 km2, dos quais 1,4 km2 cobertos por terra e 0,5 km2 cobertos por água.

## Localidades na vizinhança
O diagrama seguinte representa as localidades num raio de 28 km ao redor de Eleva.